# Leon Niemczyk

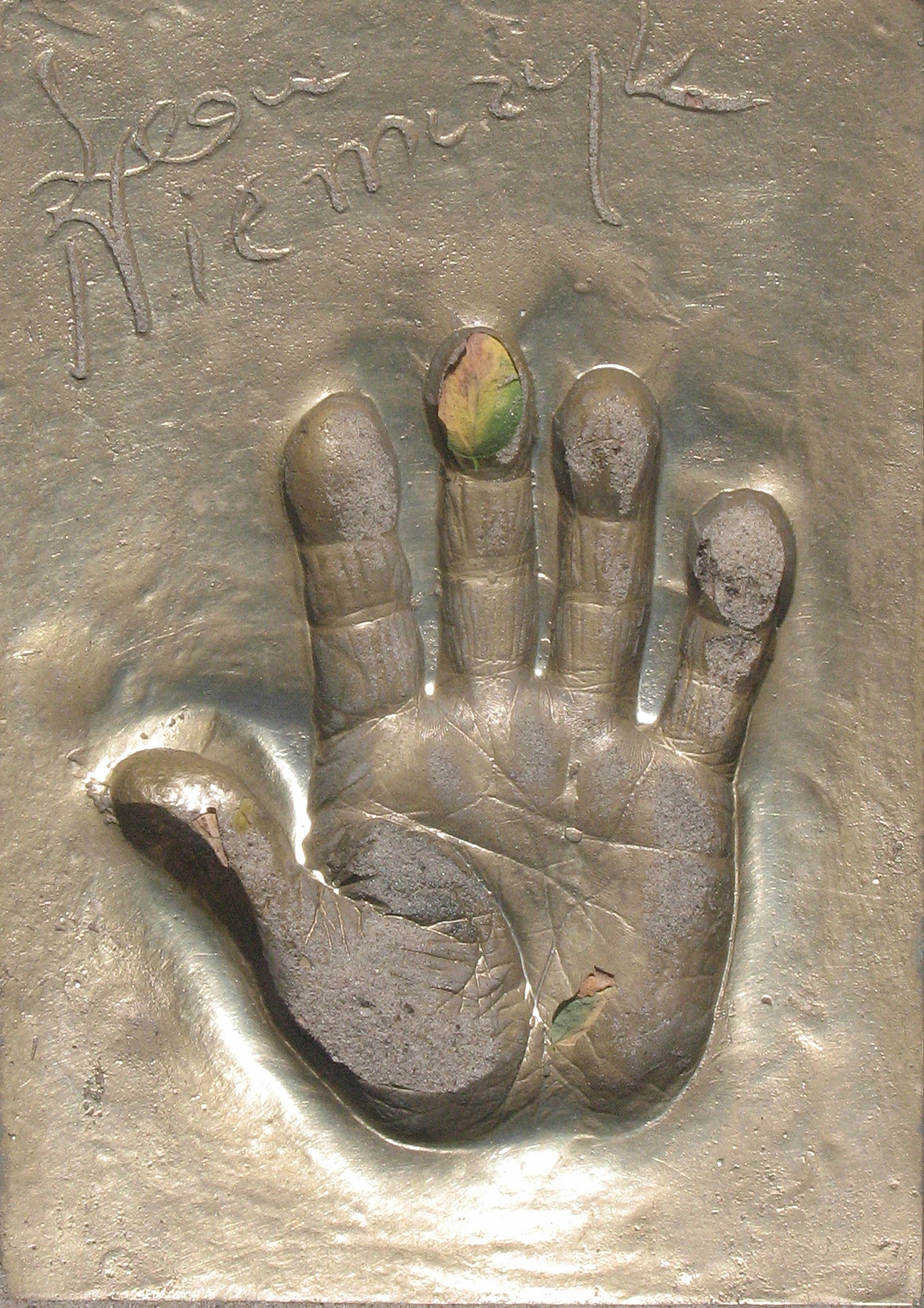
Odcisk dłoni i podpis L. Niemczyka w Alei Gwiazd w Międzyzdrojach

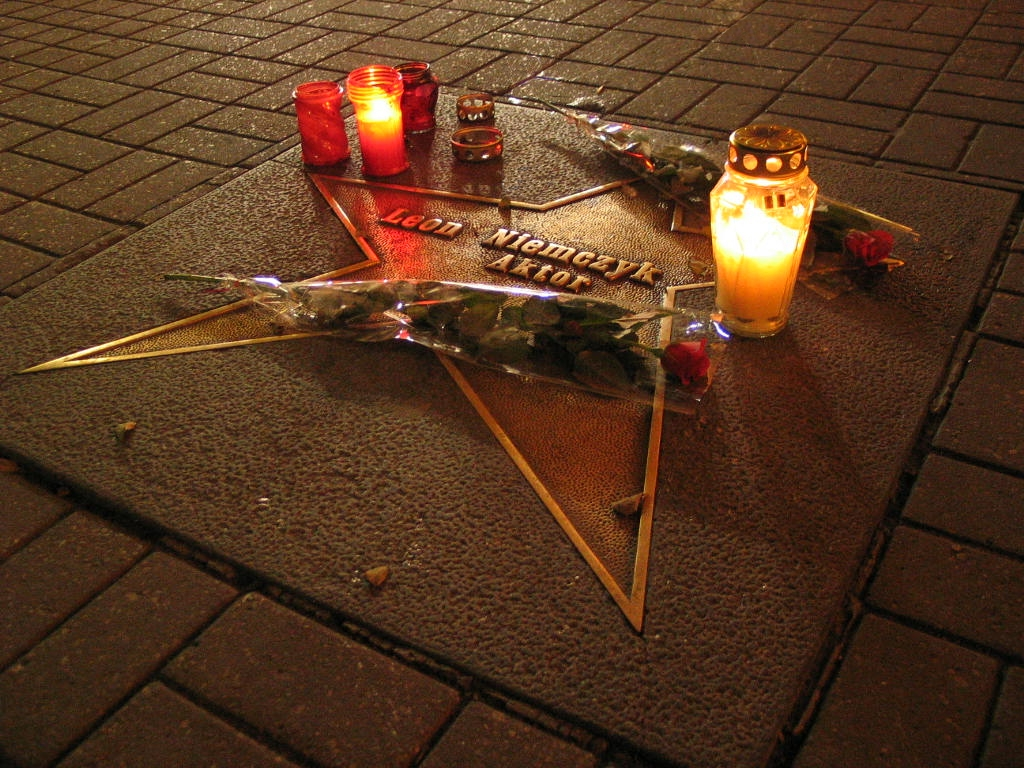
Gwiazda Leona Niemczyka w łódzkiej Alei Gwiazd

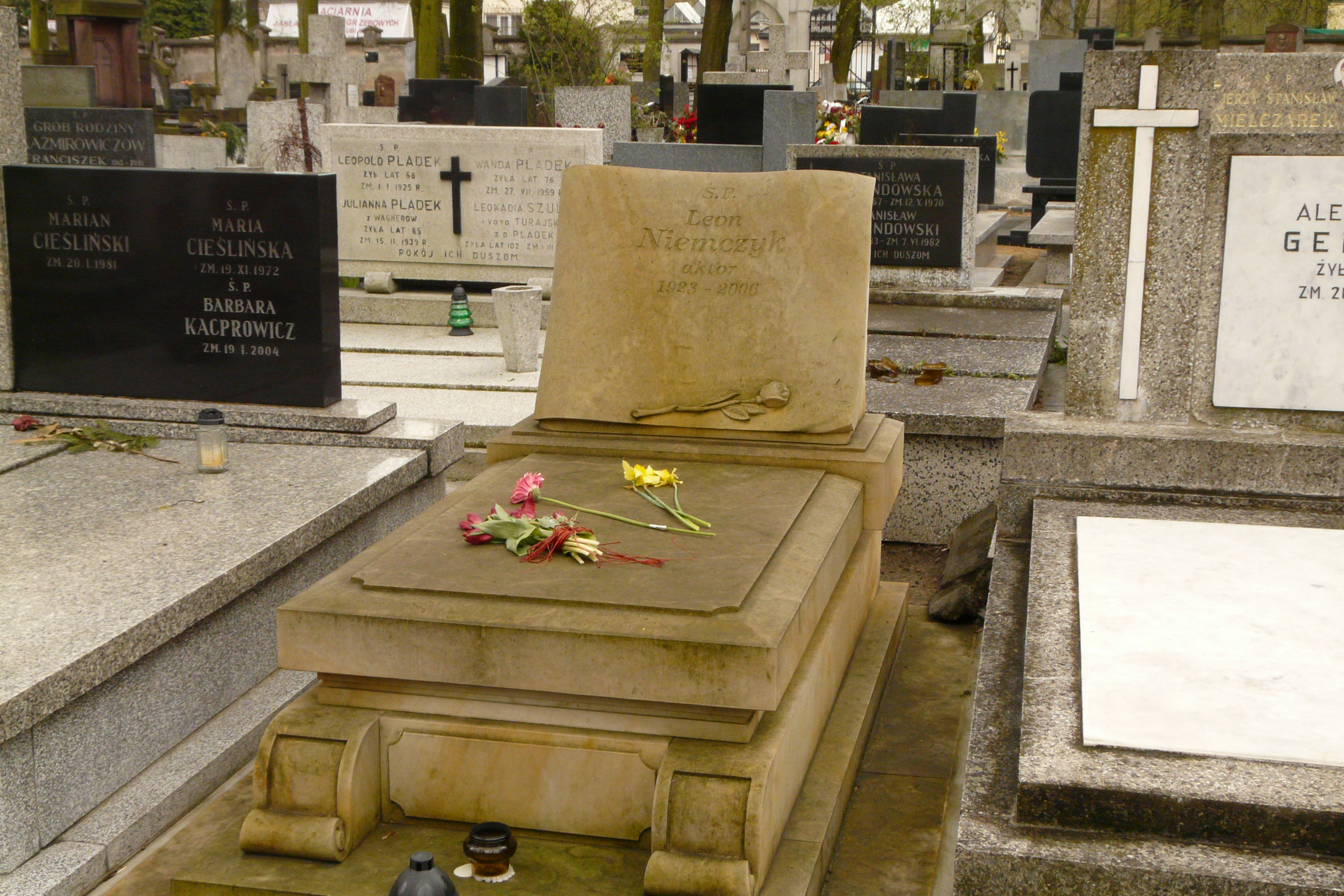
Grób Leona Niemczyka na Starym Cmentarzu w Łodzi

Leon Stanisław Niemczyk (ur. 15 grudnia 1923 w Warszawie, zm. 29 listopada 2006 w Łodzi) – polski aktor filmowy i teatralny. Jeden z najwybitniejszych i najpopularniejszych aktorów w historii polskiej kinematografii.
W ciągu ponad 50 lat kariery zagrał w około 400 filmach polskich i prawie 150 zagranicznych, głównie niemieckich. Grał także w filmach czechosłowackich, jugosłowiańskich i francuskich. Z zagranicznych wytwórni filmowych najbardziej był związany z wytwórnią DEFA z NRD. Zagrał dla niej w ponad 100 filmach, od ról epizodycznych do głównych. W 1969 otrzymał państwową nagrodę NRD za najlepszą rolę roku, za rolę Lorenza Regera w filmie Horsta Seemanna Zeit zu leben. W latach 1948–1979 występował także w teatrze.
Najbardziej znane filmy z udziałem Niemczyka to: Baza ludzi umarłych (1958), Pociąg (1959) Jerzego Kawalerowicza, Krzyżacy (1960) Aleksandra Forda, nominowany do Oskara Nóż w wodzie (1961) Romana Polańskiego, Rękopis znaleziony w Saragossie (1964) Wojciecha Jerzego Hasa, Chudy i inni (1966), czy Wielki Szu (1982). Mimo że był jednym z najbardziej znanych polskich aktorów, przyjmował niemal wszystkie propozycje, łącznie z rolami epizodycznymi. Od końca lat 90. grał również w popularnych serialach telewizyjnych, takich jak Złotopolscy, Klan, Na dobre i na złe i Ranczo.

## Życiorys

### Młodość
Urodził się w Warszawie, gdzie mieszkał do czasu II wojny światowej wraz z rodzicami i rodzeństwem, trzema braćmi i siostrą. Jego braćmi byli skrzypek Wacław Niemczyk i Ludwik Niemczyk, żołnierz Armii Krajowej, który po wojnie przeprowadzał na Zachód uciekinierów z Polski. Był stryjem dla dzieci Wacława: aktorki Moniki Niemczyk i artysty Krzysztofa Niemczyka. Jego ojciec zmarł w 1936 na zawał serca.
W czasie wojny został postrzelony w nogę. Pracował w biurze kreślarskim, ukończył też podchorążówkę Armii Krajowej. Chcąc uniknąć aresztowania przez Gestapo w lutym 1943, posługiwał się fikcyjnym nazwiskiem Jerzy Królikowski. Wziął udział w powstaniu warszawskim, po jego upadku chciał wrócić do Krakowa, jednak został aresztowany i wywieziony na teren III Rzeszy, gdzie pracował jako technik drogowy i budował tory kolejowe wrócił do pracy pod Wrocławiem. Po ewakuacji w głąb Niemiec zgłosił się do armii amerykańskiej, służył w 444. batalionie przeciwlotniczym 97. Dywizji Piechoty 3. Armii dowodzonej przez gen. George’a Pattona.
Po wojnie wrócił z Włoch do Polski, by odnaleźć matkę, która zamieszkała we Wrocławiu. W 1947 został zatrzymany na granicy polsko-czechosłowackiej i aresztowany w Cieszynie, następnie trafił m.in. do więzienia w Warszawie, gdzie odsiedział pół roku. Po wyjściu na wolność zatrudnił się w Stoczni Gdańskiej.

### Kariera aktorska
Równocześnie z pracą w stoczni uczęszczał do amatorskiego zespołu teatralnego, z którego dostał się do studia teatralnego Iwona Galla. Następnie grał w warszawskim Objazdowym Teatrze Komedii Muzycznej (1948), w Teatrze Wybrzeże w Gdańsku (1949) i bydgoskim Teatrze Ziemi Pomorskiej (1950–1953). W 1952 zdał eksternistyczny egzamin aktorski.
Otrzymawszy propozycję zagrania w filmie Jerzego Kawalerowicza Celuloza (1953), przeprowadził się do Łodzi, gdzie zamieszkał na stałe. W 1959 zagrał główną rolę Jerzego w Pociągu Kawalerowicza. Po roli w filmie Romana Polańskiego Nóż w wodzie zaczął otrzymywać propozycje gry w filmach zagranicznych.
Od 1967 grał w kinie niemieckim. Debiutował rolą Stefana w Zamrożonych błyskawicach (niem. Die gefrorenen Blitze) w reżyserii Jánosa Veicziego. Zagrał w ponad 100 produkcjach wytwórni DEFA z NRD, z którą współpracował przez ponad 20 lat. W 1969 odebrał nagrodę państwową dla najlepszego aktora za rolę inżyniera Lorenza Regera w filmie Horsta Seemanna Czas życia (niem. Zeit zu leben).
W latach 1953–1979 występował w Teatrze Powszechnym w Łodzi, ostatecznie porzucił teatr na rzecz filmu.
W 2000 wystąpił w teledysku do piosenki Stachursky’ego „Czuję i wiem”.

### Życie prywatne
Niemczyk twierdził, że był sześciokrotnie żonaty, co jednak jest podawane w wątpliwość. Jego pierwszą żoną była aktorka Tatiana Zaunar. Z tego małżeństwa pochodzi jedyna córka aktora – Monika. Drugi związek małżeński zawarł z Krystyną. Od 2000 roku był związany z pedagog Iwoną Ławicką, która została jego jedyną spadkobierczynią.
Kibic Łódzkiego Klubu Sportowego.
Zmarł na raka płuc. Prochy Niemczyka spoczęły na łódzkim Starym Cmentarzu przy ul. Ogrodowej, w części rzymskokatolickiej.

## Odznaczenia i upamiętnienie
Odznaczony Krzyżem Kawalerskim, Krzyżem Oficerskim (1985), a także Krzyżem Komandorskim Orderu Odrodzenia Polski (1999). Wyróżniony Honorową Odznaką Miasta Łodzi i Nagrodą Państwową NRD II klasy.
W 1998 została odsłonięta jego gwiazda w Alei Gwiazd na ulicy Piotrkowskiej w Łodzi.
Imię Leona Niemczyka nosi łódzki skwer przy Filmówce.